# Le Couac (journal)
« Le Couac » redirige ici. Pour les autres significations, voir Couac.
Le Couac est un mensuel québécois qui se définit comme « un journal satirique libre et indépendant » dans le style du Canard enchaîné. Il a été fondé en 1997 par Jean-François Nadeau et Pierre de Bellefeuille. Au nombre de ses premiers collaborateurs, on compte les cinéastes Pierre Falardeau et Pierre Perrault, les écrivains Pierre Vadeboncœur, Victor-Lévy Beaulieu et Louis Hamelin.
Sa première devise était Couac on dise, couac on fasse..., en référence au célèbre discours de Robert Bourassa le 22 juin 1990 à la suite du blocage de l'Accord du Lac Meech. Il a ensuite eu d'autres devises : Un drôle d'oiseau et je pense donc je nuis.
Le fonds d'archives du journal Le Couac est conservé au centre d'archives de Montréal de Bibliothèque et Archives nationales du Québec.

## Collaborateurs
- Isabelle Baez
- Robert Beaudry (bobidoche)
- Guillaume Beaulac
- Louise-Caroline Bergeron
- Philippe Bernier Arcand
- Pierre de Bellefeuille
- Jacques Bouchard
- François Cavaillès
- Claude G. Charron
- Coopérative Molotov
- Eve-Lyne Couturier
- Marco De Blois
- Étienne Després
- Bruno Dubuc
- Martin Dufresne
- Francis Dupuis-Déri
- Pierre Falardeau
- Clôde de Guise
- Claire Lapointe
- David Ledoyen
- Alexandre Leduc
- Éric Martin (aujourd'hui chez IRIS et Cégep Édouard-Montpetit)
- Ludvic Moquin-Beaudry
- Musironie
- Martin Petit
- Anne-Marie Provost
- Roger Rashi
- Michel Rioux
- Valentin Tardi
- Simon Tremblay-Pepin (aujourd'hui chez IRIS)
- Pierre Vadeboncœur
- Christian Vanasse
- Ramon Vitesse